# 下关乡
下关乡，是中华人民共和国山西省大同市灵丘县下辖的一个乡镇级行政单位。

## 行政区划
下关乡下辖以下地区：
下关村、白水岭村、岗河村、中庄村、上关村、岸底村、西峪村、杨庄村、女儿沟村、六沙台村、铁角台村、木佛台村、谢子坪村和大高石村。